# Городищенське лісництво
Городи́щенське  лісництво — структурний підрозділ Смілянського лісового господарства Черкаського обласного управління лісового та мисливського господарства.
Офіс знаходиться у м. Городище, Городищенський район, Черкаська область.

## Лісовий фонд
Лісництво охоплює ліси Городищенського району на площі 6663,9 га.

## Об'єкти природно-заповідного фонду
У віданні лісництва перебувають об'єкти природно-заповідного фонду:
- ботанічний заказник місцевого значення Городищенський заказник.

## Галерея

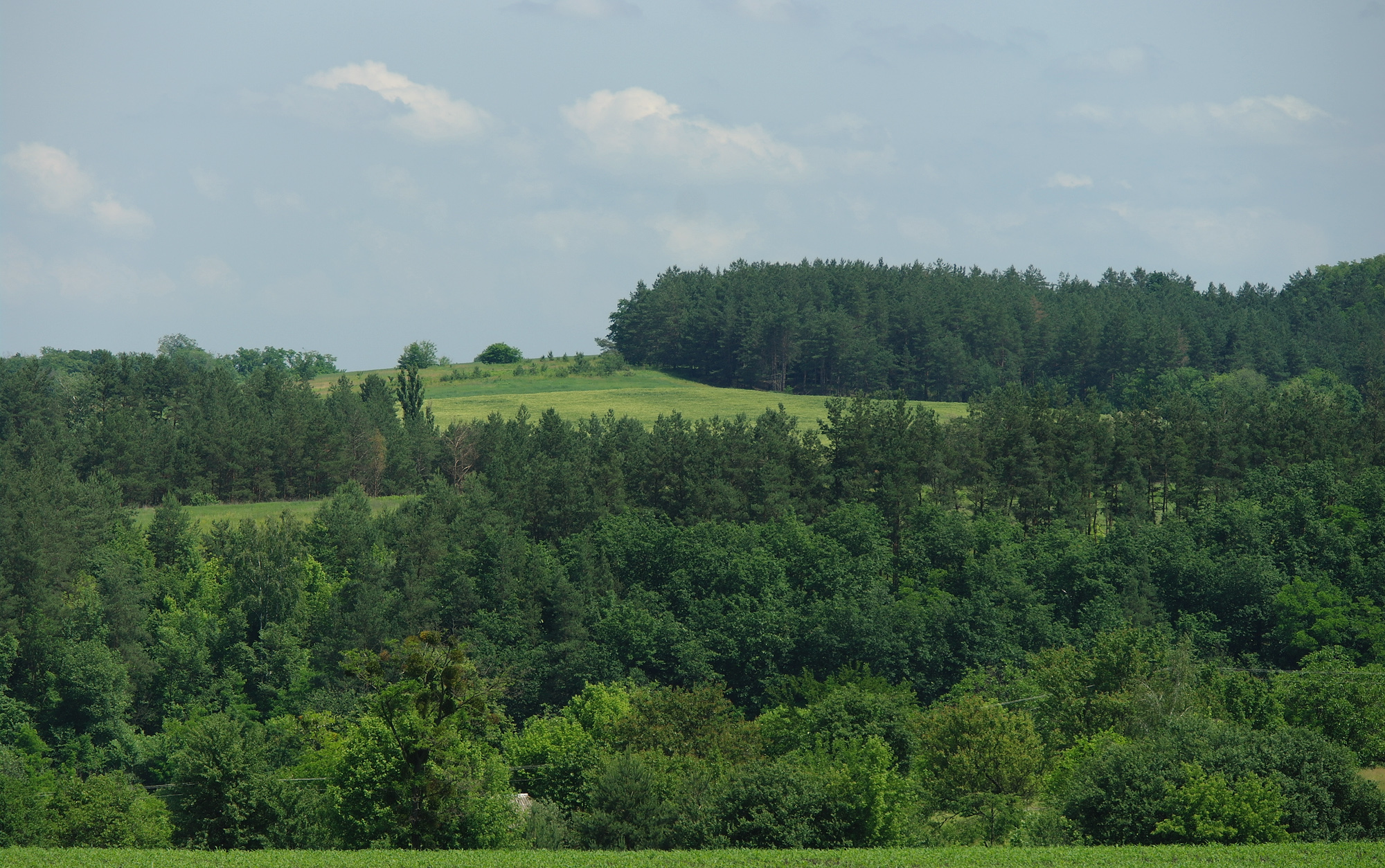
У Городищенському заказнику